# John Córdoba
John Enrique Córdoba Córdoba; sinh ngày 10 tháng 2 năm 1987) là một cầu thủ bóng đá người Colombia thi đấu cho Cobán Imperial ở vị trí tiền đạo.

## Sự nghiệp
Vào tháng 7 năm 2014, Córdoba chuyển đến đội bóng tại Giải bóng đá ngoại hạng Azerbaijan AZAL, ký bản hợp đồng 2 năm, nhưng rời câu lạc bộ vaogf tháng 12 năm đó.

## Thống kê sự nghiệp
Tính đến 8 tháng 12 năm 2014
| Thành tích câu lạc bộ       | Thành tích câu lạc bộ | Thành tích câu lạc bộ                | Giải vô địch | Giải vô địch | Cúp     | Cúp       | Châu lục | Châu lục  | Tổng | Tổng |
| --------------------------- | --------------------- | ------------------------------------ | ------------ | ------------ | ------- | --------- | -------- | --------- | ---- | ---- |
| Câu lạc bộ !\| Giải vô địch | Số trận               | Bàn thắng                            | Số trận      | Bàn thắng    | Số trận | Bàn thắng | Số trận  | Bàn thắng |      |      |
| 2009–10                     | C.D. Lara             | Liga Venezolana                      | 28           | 14           |         |           | —        | —         | 28   | 14   |
| 2010–11                     | Deportivo Petare      | Liga Venezolana                      | 30           | 7            |         |           | 1        | 0         | 31   | 7    |
| 2011–12                     | Bolívar               | Liga de Fútbol Profesional Boliviano | 11           | 2            |         |           | —        | —         | 11   | 2    |
| 2011–12                     | Zamora                | Liga Venezolana                      | 11           | 2            |         |           | 4        | 0         | 15   | 2    |
| 2012–13                     | Trujillanos           | Liga Venezolana                      | 34           | 9            |         |           | —        | —         | 34   | 9    |
| 2013                        | Cúcuta Deportivo      | Categoría Primera A                  | 10           | 0            | 1       | 0         | —        | —         | 11   | 0    |
| 2014                        | América S.A.          | Categoría Primera B                  | 15           | 1            |         |           | —        | —         | 15   | 1    |
| 2014–15                     | AZAL                  | Premier League                       | 8            | 0            | 0       | 0         | —        | —         | 8    | 0    |
| 2015–16                     | Suchitepéquez         | Liga Mayor "A"                       | 3            | 2            | 0       | 0         | —        | —         | 3    | 2    |
| Tổng                        | Colombia              | Colombia                             | 25           | 1            | 1       | 0         | —        | —         | 26   | 1    |
| Tổng                        | Venezuela             | Venezuela                            | 103          | 32           |         |           | 5        | 0         | 108  | 32   |
| Tổng                        | Bolivia               | Bolivia                              | 11           | 2            |         |           | —        | —         | 11   | 2    |
| Tổng                        | Azerbaijan            | Azerbaijan                           | 8            | 0            | 0       | 0         | —        | —         | 8    | 0    |
| Tổng                        | Guatemala             | Guatemala                            | 3            | 2            | 0       | 0         | —        | —         | 3    | 2    |
| Tổng cộng sự nghiệp         | Tổng cộng sự nghiệp   | Tổng cộng sự nghiệp                  | 150          | 37           | 1       | 0         | 5        | 0         | 156  | 37   |